# Glysterus
Glysterus es un género de arácnido  del orden Opiliones de la familia Gonyleptidae.

## Especies
Las especies de este género son:
- Glysterus calcartibialis
- Glysterus costaricensis
- Glysterus guatemalensis
- Glysterus laeviscutatus
- Glysterus metatarsalis
- Glysterus scutatus